# Hottentotta trilineata
Hottentotta trojpruhá (Hottentotta trilineata) je africký štír rodu Hottentotta. Jedná se o velice jedovatého a agresivního štíra. Jed je velice silný a bodnutí je nesmírně bolestivé, ale není smrtelné. Hottentotta trojpruhá nikdy nezpůsobila smrt člověka. Dorůstá 5–6 cm. Samci jsou obvykle menší než samice. Štír se projevuje mnoha zajímavosti a má pěkné žluté zbarvení. Běžně se chybně uvádí jméno Hottentotta trilineatus, a to i v literatuře.

## Chov
Přes svou jedovatost a agresivitu se hodí k chovu. Potřebuje však vyšší teplotu a sušší prostředí.